# Aleksander Bieniecki
Aleksander Franciszek Bieniecki, ps. „Łodzia” (ur. 15 października 1893 w Kaliszu, zm. przed 16 października 1944) – podpułkownik dyplomowany piechoty Wojska Polskiego.

## Życiorys
Urodził się w Kaliszu, jako syn Franciszka Józefa. Do Wojska Polskiego został przyjęty z byłych Korpusów Wschodnich i byłej armii rosyjskiej. 1 czerwca 1921 pełnił służbę w Dowództwie Okręgu Generalnego Warszawa, a jego oddziałem macierzystym był 1 Pułk Piechoty Legionów. 3 maja 1922 został zweryfikowany w stopniu kapitana ze starszeństwem z 1 czerwca 1919 i 608. lokatą w korpusie oficerów piechoty. Później został przeniesiony do 14 Pułku Piechoty we Włocławku i przydzielony do Oddziału III Sztabu Generalnego na stanowisko kierownika referatu. Później został przydzielony do Biura Ogólno-Organizacyjnego Ministerstwa Spraw Wojskowych. 23 grudnia 1927 został przeniesiony do kadry oficerów piechoty z pozostawieniem na dotychczas zajmowanym stanowisku. 2 listopada 1928 został powołany do Wyższa Szkoła Wojenna w Warszawie, w charakterze hospitanta kursu 1928/30. Z dniem 1 listopada 1930, po ukończeniu kursu i otrzymaniu dyplomu naukowego oficera dyplomowanego, został przeniesiony do 2 Pułku Piechoty Legionów w Sandomierzu na stanowisko dowódcy I batalionu, detaszowanego w Staszowie. W październiku 1932 został przydzielony do 2 Dywizji Piechoty Legionów w Kielcach na stanowisko szefa sztabu. 17 stycznia 1933 został mianowany podpułkownikiem ze starszeństwem z 1 stycznia 1933 i 9. lokatą w korpusie oficerów piechoty. W czerwcu 1933 został przeniesiony do stacjonującego w tym samym garnizonie 4 Pułku Piechoty Legionów na stanowisko zastępcy dowódcy pułku. Z dniem 31 maja 1934 został przeniesiony w stan spoczynku.
Na przełomie 1942 i 1943 objął obowiązki szefa Oddziału II Sztabu Komendy Okręgu Lublin Armii Krajowej.
Pułkownik Bieniecki był żonaty z Jadwigą. Na początku października 1944 oboje zostali zatrzymani przez funkcjonariuszy NKWD i osadzeni na zamku lubelskim. Ze sprawozdania generała Iwana Sierowa do Ławrientija Berii datowanego 16 października 1944 wynika, że pułkownik Bieniecki i jego żona Jadwiga zostali zastrzeleni bez wyroku sądowego, na rozkaz Stanisława Radkiewicza. Zbrodnia miała być popełniona prawdopodobnie w lesie pod Jastkowem.

## Ordery i odznaczenia
- Krzyż Walecznych[19]
- Medal Niepodległości (25 stycznia 1933)[20]
- Srebrny Krzyż Zasługi (10 listopada 1925)[21][19]
- Medal Zwycięstwa („Médaille Interalliée”)[19]